# Le Gaulage des pommes
Le Gaulage des pommes est un tableau réalisé par le peintre français Émile Bernard en 1890. Cette huile sur toile de format vertical est une scène de genre qui figure une femme et un enfant s'éloignant sous une ombrelle de deux paysans qui, au deuxième plan, agitent un pommier à l'aide d'une gaule, pour en faire tomber les fruits. Représentation du travail agricole en Bretagne, l'œuvre est conservée au musée d'Arts de Nantes, depuis son acquisition en 1946.